# Елань (Нижнетавдинский район)
Елань — село в Нижнетавдинском районе Тюменской области, входит в Антипинское сельское поселение. 
Являлось центром Еланской волости Тюменского уезда Тобольской губернии. С 1923 по 1954 год — центр Еланского сельсовета.
В селе находится разрушенная каменная Никольская церковь 1842 года постройки. 
Имеется одноимённая автобусная остановка.

## Расположение
Село расположено на берегу старицы реки Тавда. Ближайшие населённые пункты — на западе в 6 км село Антипино, на востоке в 3 км деревня Турнаева. На юго-востоке села раньше примыкала деревня Брагина, а на юго-западе деревня Карачина.
Находится на трассе 71Н-1215.

## История

### Центр Еланской волости
В 1842 году было начато строительство каменной Никольской церкви. В ней было два придела: Никольский и Богоявленский. На 1913 год в ближайших населённых пунктах прихода были часовни: в деревне Антипиной — Покровская, в деревни Турнаевой — Никольская, в Карачино — Спасонерукотворная, в Осиновке — Успенская и в Трошковой — Преображенская. Ближайшая церковь в селе Плеханово в 25 верстах.
В 1903—1904 годах в Еланской волости числилось 13 сёл. В них проживало 878 человек, было 796 дворов.
Еланская волость Тюменского уезда граничила с Антроповской на западе, с Тавдинской на юго-западе, с Калымской на юго-востоке. На севере с волостями Тобольского уезда.
На 1907 год в районе деревни Верхнесидорово существовала речная переправа к части волости, находящейся на другом берегу Тавды.
В 1916 году в Еланскую волость входили следующие населённые пункты: деревня Антипина, деревня Трошкова, деревня Брагина, село Елань, деревня Малая Карачина, деревня Турнаева, деревня Вершина, село Троицкое, деревня Осиновка, деревня Александровка, деревня Бучинка, деревня Ивановка, деревня Верхняя Сидорова, деревня Нижняя Сидорова, деревня Черноярка, село Плеханово, деревня Смирнова, деревня Тараканова, деревня Горбунова. Также населённые пункты, затем вошедшие в Васюковский сельсовет (36 хозяйств, 437 жителей): посёлок Антонидовский, посёлок Антуфьево, посёлок Васюково, Васюковский хутор, посёлок Голяковский, посёлок Долговский, посёлок Жиряковский, Колодечный посёлок, Сентяшевский посёлок, посёлок Соболево, посёлок Тимкино, посёлок Шинковский.

### Советский период
В 1923 году происходит расформирование Еланской волости. Часть территории отходит в Нижнетавдинский район, образованы сельсоветы: Антипинский, Васюковский, Еланский и Троицкий. Часть территории по правому берегу реки Тавды отходит к Ярковскому району, образованы сельсоветы: Сидоровский, Плехановский и Таракановский.
12 ноября 1923 года формирование Нижнетавдинского района, в который входит в т.ч. часть бывшей Еланской волости. Создание Еланского сельсовета.
На 1926 год в сельсовет входили: деревня Брагина (40 хозяйств, 192 человека, национальность — русские, зыряне), село Елань (121 хозяйство, 638 человек, национальность — русские, зыряне), деревня Малая Карачина (69 хозяйств, 377 человек, национальность — русские, чуваши), деревня Машкина Дуброва 1920 года (Бельник) (14 хозяйств, 92 человека, национальность — русские), деревня Турнаева (87 хозяйств, 481 человек, национальность — русские, зыряне). В селе находилась пристань.
17 июня 1954 года Еланский сельсовет упразднён. Оставшиеся поселения вошли в Антипинский сельсовет.

## Население
| Численность населения | Численность населения |
| --------------------- | --------------------- |
| 2010                  | 2022                  |
| 99                    | 98                    |